# 李洋
李 洋（り よう、リー・ヤン、英語: Lee Yang、1995年8月12日 - ）は、中華民国出身のチャイニーズタイペイ男子バドミントン代表選手。2020年東京オリンピック、2024年パリオリンピック男子ダブルス金メダリスト。オリンピックバドミントン男子ダブルス史上初の連覇を果たした。世界ランク最高位は2位。

## 経歴
李哲輝とペアを組み、2016年のベトナム・オープンを優勝。また、2017年にはフランス・オープンでも優勝。2018年のアジア競技大会では、銅メダルを獲得。このペアでの世界ランクは、最高7位にまで到達した。
2019年からは、ペアが引退した同い年の王齊麟とペアを組む。インド・オープンや、韓国マスターズを優勝し、年内に世界ランクを7位まで底上げした。

### オリンピック優勝
2021年、東京オリンピックに男子ダブルスで出場。ノーシードで決勝まで進み、決勝で中国の李俊慧 / 劉雨辰ペアを破り、見事金メダルを獲得。台湾人として初めてバドミントンダブルスのオリンピック金メダルを獲得した。